# 植村鷹千代
植村 鷹千代（うえむら たかちよ、1911年11月2日 - 1998年2月26日）は、日本の美術評論家。

## 略歴
旧高取藩主植村家壺子爵の子として、奈良県高市郡高取町に生まれる。1932年大阪外国語学校仏語部卒。日本外事協会、南洋経済研究所を経て、1939年日本大学芸術科講師、1943-1945年同盟通信社に勤務。1939年から美術評論活動を開始。戦後、日本アバンギャルド美術家クラブ結成に参加、前衛美術論を展開した。現代美術研究所主宰。1971年高齢者を対象に設立されたサロン・デ・ボザール会長に就任。1977年紫綬褒章受勲。

## 著書
- 『現代美の構想』生活社 1943
- 『現代絵画の感覚』新人社 1948

### 編著・監修
- 『ニウカレドニア要覧』編 南洋経済研究出版部 1944
- 『世界の美術 第23 ピカソ』河出書房新社 1963
- 『昭和の文化遺産 第9巻 書』責任編集 ぎょうせい 1991
- 『日本芸術の創跡 1996年度版』総監修 世界文芸社 1996、執筆生尾慶太郎ほか

### 翻訳
- 『抗日論 如何にして抗日戦は準備されたか 蔣介石・其の他十八編』訳編 橘書店 1937
- ドラクロア『藝術論』創元社・創元選書 1939、創元文庫 1952
- ハーバート・リード『藝術と環境』梁塵社 1942
- テ・セレブレニコフ『ソヴェートの婦人』伊藤書店 1946
- ペ・ユーヂン『ソヴェートの文化』伊藤書店 1946
- アルフレッド・H.バー・ジュニアー『ピカソ 藝術の五十年』創元社 1952
- ハーバート・リード『藝術による教育』水沢孝策共訳 美術出版社 1953
- ハーバート・リード『今日の絵画』新潮社 1953
- ガートルード・スタイン『若きピカソのたたかい』新潮社 一時間文庫 1955

## 論文
- ＜植村鷹千代